# Kiełczynek
Kiełczynek – wieś w Polsce położona w województwie wielkopolskim, w powiecie śremskim, w gminie Książ Wielkopolski.
W latach 1975–1998 miejscowość administracyjnie należała do województwa poznańskiego.
Wieś położona przy północno-zachodniej granicy Książa Wielkopolskiego przy drodze powiatowej nr 4079 z Zaborowa do Książa Wielkopolskiego.